# Willem René van Tuyll van Serooskerken
Willem René baron van Tuyll van Serooskerken, heer van Zuylen, Westbroek en Swesereng (Utrecht, 2 februari 1743 - aldaar, 24 maart 1839) was een Nederlands bestuurder.

## Familie
Van Tuyll was lid van de familie Van Tuyll van Serooskerken en een zoon van mr. Diederik Jacob van Tuyll van Serooskerken (1707-1776), heer van Zuylen, Westbroek en Swesereng, en Jacoba Helena de Vicq (1724-1768). Hij was een broer van de schrijfster Belle van Zuylen en luitenant-kolonel Vincent Maximiliaan van Tuyll van Serooskerken. Hij trouwde in 1771 met Johanna Catharina Fagel (1747-1833), lid van de familie Fagel. Zij kregen verscheidene kinderen, onder wie de Russische generaal Diederik Jacob baron van Tuyll van Serooskerken (1772–1826).
Vanaf 1774 tot 1792 was Van Tuyll na aankoop eigenaar van de buitenplaats Vollenhoven te De Bilt en vanaf 1776 door erfenis eigenaar van Slot Zuylen, dat het gezin daarna van 1803-1808 verhuurde om economische redenen. De meubelen van Slot Zuylen werden verkocht. Men verhuisde tijdelijk naar Zuylenhoven bij Den Haag. Bij Slot Zuylen stichtte hij de Begraafplaats Oud-Zuilen voor de familie Van Tuyll van Serooskerken en andere belangstellenden, welke met ingang van 18 maart 1782 in gebruik werd genomen.

### Adelsbesluiten
Bij keizerlijk decreet van 12 september 1812 werd Van Tuyll door Napoleon verheven tot Baron de l'Empire. Bij Souverein Besluit van 28 augustus 1814 werd hij benoemd in de ridderschap van Utrecht waarmee hij en zijn nakomelingen gingen behoren tot de Nederlandse adel van het koninkrijk, met het predicaat jonkheer/jonkvrouw. Bij Koninklijk Besluit van 31 maart 1822 werd voor hem en zijn nageslacht de titel van baron(es) erkend.

## Loopbaan
Van Tuyll werd in 1772 kanunnik van het kapittel ten Dom en was van 1773 tot 1788 ontvanger der generale middelen. In 1775 werd hij extra-ordinaris raad in het Hof van Utrecht, vanaf 1775 (tot 1803) geëligeerde raad in de Staten van Utrecht.
Van Tuyll was van 1776 tot 1795 lid van de Utrechtse ridderschap, en opnieuw vanaf 1814, waarvan vanaf 1816 president. Van 1786 (tot 1794) was hij gedeputeerde ter Staten-Generaal van de Nederlanden. In 1813-1814 was hij lid van de commissie die een nieuwe Grondwet moest ontwerpen. In 1814 was hij lid van de Vergadering van Notabelen voor het Zuiderzeedepartement, daarna was hij in de periode 1814-1815 lid van de Staten-Generaal der Verenigde Nederlanden en aansluitend van 1815 tot 1830 lid van de Eerste Kamer der Staten-Generaal.